# 張課琦
張課琦（英語：Chang Ko-Chi，1995年11月12日—），台灣男子羽毛球運動員，現就讀台北市立大學。

## 簡歷
張課琦與張莘恬是同屆、同齡組合，兩人在進入土地銀行羽球隊後開始搭檔混雙，在2014年3月舉行的越南國際挑戰賽便一舉闖進四強，自此就成為固定的混雙搭檔。
2015年10月，張課琦與張莘恬出戰中華台北羽球大獎賽混合雙打項目，在決賽以1比2（18-21、27-25、15-21）不敵印尼的羅納德·亞歷山大和梅拉蒂·達伊瓦·奧克塔維亞尼，屈居亞軍。
2017年8月， 張課琦參加苏格兰格拉斯哥舉行的世界羽毛球錦標賽，他和張莘恬出戰混合双打項目。首圈以2比1 （23-21、23-25、21-8）击退荷兰的耶勒·马斯/埃姆克·范德阿尔。但在第二圈中，面对赛会10号种子、中国香港的李晉熙/周凱華以0比2 （14-21、17-21）不敌对手，32强止步。
2022年7月，張課琦搭檔柏禮維出賽2022年馬來西亞羽毛球大師賽一路從資格賽打進會內賽，並在32強以2比1 (18-21，21-13，21-18)擊敗中國組合何濟霆與周昊東，接著於16強2比1 (14-21，21-11，21-10)擊敗地主選手鄭宇駿與葉睿慶，在八強遇上奧運銅牌組合謝定峰和蘇偉譯，以0比2(21-23，16-21)止步八強，創下兩人巡迴賽生涯最佳成績。

## 主要比賽成績
只列出曾進入準決賽的國際賽事成績：
| 年份   | 賽事                       | 公開賽級別 | 項目     | 搭檔   | 成績   |
| ------ | -------------------------- | ---------- | -------- | ------ | ------ |
| 2013年 | 新加坡羽毛球國際系列賽     | 國際系列賽 | 男子雙打 | 王志豪 | 準決賽 |
| 2014年 | 越南羽毛球國際挑戰賽       | 國際挑戰賽 | 混合雙打 | 張莘恬 | 準決賽 |
| 2015年 | 中華台北羽球大獎賽         | 大獎賽     | 混合雙打 | 張莘恬 | 亞軍   |
| 2015年 | 馬來西亞羽毛球國際挑戰賽   | 國際挑戰賽 | 男子雙打 | 梁睿緯 | 準決賽 |
| 2016年 | 越南羽毛球國際挑戰賽       | 國際挑戰賽 | 男子雙打 | 梁睿緯 | 準決賽 |
| 2016年 | 越南羽毛球國際挑戰賽       | 國際挑戰賽 | 混合雙打 | 張莘恬 | 準決賽 |
| 2016年 | 世界大學生羽毛球錦標賽     | 其他       | 混合團體 | －     | 冠軍   |
| 2016年 | 意大利羽毛球國際賽         | 國際挑戰賽 | 混合雙打 | 張莘恬 | 亞軍   |
| 2017年 | 波蘭羽毛球公開賽           | 國際挑戰賽 | 混合雙打 | 張莘恬 | 準決賽 |
| 2017年 | 奧爾良羽毛球國際挑戰賽     | 國際挑戰賽 | 混合雙打 | 張莘恬 | 亞軍   |
| 2017年 | 芬蘭羽毛球公開賽           | 國際挑戰賽 | 混合雙打 | 張莘恬 | 準決賽 |
| 2018年 | 越南羽毛球國際挑戰賽       | 國際挑戰賽 | 混合雙打 | 程琪雅 | 準決賽 |
| 2018年 | 秋田羽毛球大師賽           | 超級100賽  | 混合雙打 | 程琪雅 | 準決賽 |
| 2018年 | 印尼邦加勿里洞羽毛球大師賽 | 超級100賽  | 男子雙打 | 呂佳彬 | 冠軍   |
| 2018年 | 印尼邦加勿里洞羽毛球大師賽 | 超級100賽  | 混合雙打 | 程琪雅 | 準決賽 |
| 2018年 | 澳門羽毛球公開賽           | 超級300賽  | 男子雙打 | 呂佳彬 | 準決賽 |
| 2019年 | 葡萄牙羽毛球國際賽         | 國際系列賽 | 男子雙打 | 李芳任 | 冠軍   |
| 2019年 | 葡萄牙羽毛球國際賽         | 國際系列賽 | 混合雙打 | 李芷蓁 | 冠軍   |
| 2022年 | 台北羽毛球公開賽           | 超級300賽  | 混合雙打 | 李芷蓁 | 準決賽 |
| 2022年 | 比利時羽毛球國際賽         | 國際挑戰賽 | 男子雙打 | 柏禮維 | 冠軍   |
| 2022年 | 雪梨羽毛球國際賽           | 國際系列賽 | 男子雙打 | 柏禮維 | 準決賽 |
| 2022年 | 雪梨羽毛球國際賽           | 國際系列賽 | 混合雙打 | 李芷蓁 | 準決賽 |
| 2022年 | 本迪戈羽毛球國際賽         | 國際挑戰賽 | 男子雙打 | 柏禮維 | 冠軍   |
| 2022年 | 本迪戈羽毛球國際賽         | 國際挑戰賽 | 混合雙打 | 李芷蓁 | 冠軍   |
| 2022年 | 北港羽毛球國際賽           | 國際挑戰賽 | 男子雙打 | 柏禮維 | 冠軍   |
| 2022年 | 北港羽毛球國際賽           | 國際挑戰賽 | 混合雙打 | 李芷蓁 | 冠軍   |
| 2023年 | 波蘭羽毛球公開賽           | 國際挑戰賽 | 男子雙打 | 柏禮維 | 亞軍   |
| 2023年 | 塞班島羽毛球國際賽         | 國際挑戰賽 | 男子雙打 | 柏禮維 | 亞軍   |
| 2023年 | 塞班島羽毛球國際賽         | 國際挑戰賽 | 混合雙打 | 李芷蓁 | 準決賽 |
| 2024年 | 高雄羽球大師賽             | 超級100賽  | 男子雙打 | 陳信遠 | 冠軍   |
| 2024年 | 美國羽球公開賽             | 超級300賽  | 男子雙打 | 陳信遠 | 準決賽 |
| 2025年 | 加拿大羽球公開賽           | 超級300賽  | 男子雙打 | 柏禮維 | 亞軍   |

| 2007-2017年 | 首要超級賽 | 超級賽 | 黃金大獎賽 | 大獎賽 | 國際挑戰賽 | 國際系列賽 | 未來系列賽 | 其他 |

| 2018-2026年 | 總決賽 | 超級1000賽 | 超級750賽 | 超級500賽 | 超級300賽 | 超級100賽 | 國際挑戰賽 | 國際系列賽 | 未來系列賽 | 其他 |

### 奧運會和世錦賽參賽紀錄
|          | 搭檔   | 2017 |
| -------- | ------ | ---- |
| 混合雙打 | 張莘恬 | 32強 |